# 商用電源
商用電源（しょうようでんげん）とは、電力の製造（発電）と販売（送電・配電）を業とする者、すなわち電力会社から電力消費者に届けられる電力および電力を電力消費者に届ける（供給する）ための設備一般の総称である。電力が商取引対象とされることからの名称であり、電力消費者の電力使途からの総称ではなく、商業以外の製造業や個人が使う電力も含む。
一般には商用電源＝AC電源（エーシーでんげん）と称されることも多い。これは今日、電力会社から一般的な電力消費者、すなわち一般家庭などに供給される電力が交流（Alternating Current）であることからきている。しかし電力会社から電力消費者への電力供給は直流（Direct Current）であってもよく、実際、日本でも直流による供給がなされているところがあるため、本来、同義にはならない。
電力は人類の生活や経済活動を支えているが、世界銀行や国際エネルギー機関、国際連合などの推計によると、2020年時点で7億3300万人が電気を使える環境にない。

## 概要
電気（電力）は形の無いエネルギーであるが、概ね「物」と同様に扱われ、例えば日本においては、刑法第245条における「財物とみなす」（感電することで存在が認識でき、電力量計を用いて管理が可能であることによる大審院判決に基づく。ただし日本ではこの「みなす」は各法によって解釈に違いがあり、電気については、刑法以外には論争がある）とされているところにより、電気を個人が製造し、個人で使用することは自由であり、これを直接規制する法はない。これは同じエネルギーである電波が、世界的に「人類共通の財産」とされ、原則としてその個人所有や使用、さらには個人間取引などを禁じられているのとは対照的である。
一般にはガソリンエンジンを搭載したいわゆるポータブル型発電機などで作った電力を誰でも自由に使用することができるといったことが挙げられるが、大電力を消費する電気化学会社などでは自身で大規模発電所（水力発電や火力発電）を持ち、ここで製造した（発電した）電力の100（％）を自家消費している例もある（もっともこういった大規模発電所の場合、各種、別の法律による制約がある）。日本では2006年時点、電気化学工業株式会社が10か所の自家水力発電設備を有し、最大78000kWの電力を発電、自家消費している。また自家火力発電設備は製鉄会社などが所有しており、得られた電力を自家消費している。
しかしそれゆえに、製造した電力を第三者である電力消費者に譲渡する、すなわち供給する場合には法規制の対象となる。日本では電気事業法による規制があり、原則として「所定の品質を確保でき、供給することのできる者」でなければ、第三者である電力消費者に電力供給を行なうことはできない。第三者である電力消費者に電力を供給する者が「電気事業者」すなわち電力会社であり、第三者である電力消費者のことを「需要家」という。そして電気事業者が需要家に供給する電力のことを「商用電力」という。なお、電気事業者同士間でやりとりされる電力も商用電力とされる。
すなわち商用電力とは「商いに用いるための電力」ではなく、「商うことのできる電力」そのもののことであり、「商用電源」とはこの電力そのものや、これを供給するための設備一般を総称している。
現代社会において商用電力は、社会インフラストラクチャーの一部とみなされており、所定、すなわち高品質の電力を安定して絶え間なく電力消費者に供給する売電事業はきわめて公共性の高い事業であると考えられている。

## 歴史
事業としての電力供給、すなわち商用発電、送電、配電の歴史は、アメリカ合衆国のトーマス・エジソンが1879年に実用的な白熱電球を発明したことに端を発する。当時、一般家庭には電気を使う器具は存在せず、配電事業は行われていなかった。電池は既に存在したが、電灯を点すのに電池を使用するのは繁雑であり、白熱電球による照明を一般に普及させるためには、事業として配電を始める必要があった。そこでエジソンは1882年に世界初の商用発電所をニューヨークに建設し、配電事業に乗り出した。この発電所は直流発電所であり、配電も直流で行われた。
一方で、交流による配電事業もほぼ同時期に開始されている。交流配電事業に重要な役割を担ったのはニコラ・テスラである。彼は、交流発電・変電・送電・配電に関する数多くの特許を取得。交流を動力とするための、交流モーターの実用化などを行っている。
初期の配電事業においては、直流派と交流派が争ったことから電流戦争とも呼ばれた。配電事業が始められた当初は需要家もまだ少なく、発電所から直接、需要家に配電する、すなわち送電のないサービス形態であったことから、直流配電が優位にあった。これは直流発電機を回して電力を供給する一方、蓄電池を予備電源として利用できるため、信頼性の低い直流発電機を用いそれが故障停止しても、その修理時間中は蓄電池に蓄えた電力を需要家に供給すればよく、継続・安定した電力供給ができるためであった。しかし当時の直流配電には決定的な欠点があった。それは電圧の問題であり、需要家の要望に応じた電圧の電力を供給するためには、それぞれ発電所からの配電線が必要だった。
一方で交流は変圧器により自由に電圧を昇降でき、必要な電圧の電力を配電系統中で自在に作れる。すなわち配電に必要な配電線の数は3本のみであり、結果、少ない設備で需要家の多様な電圧需要に応えられる。このことから次第に直流配電は駆逐され、交流配電に代わっていった。
しかし直流送電は交流と比較して損失が少ないことから、負荷を途中で取り出さない長距離大電力送電について有利である。一度は完全に駆逐された「商用直流」であるが、1970年、アメリカのパシフィック・インターネイの連系線で本格的に復活した。これはこう長1362km、±400kV、1440MW、2回線の連系線である。また、数十km以上の海底ケーブルでも経済的に有利になってくることから、今日、特に長距離海底電力送電線路は直流によるものとなってきている。日本では、北海道電力と東北電力との電力連系、関西電力と四国電力の電力連系の一部などが直流となっている。
現代社会において商用電力は、国により若干の差異はあるものの、社会インフラストラクチャーの一部とみなされ、各国で広く普及しているが、一方で、基本的に自家消費する電力については自由、また発電所で発電した電力を長距離送電、配電することは、直流であっても交流であっても経路での損失が大きくなるため、今日、特に環境問題、また大規模災害時対策の目的などから、一般家庭などにおいても、技術の進歩により安価・高効率となった自家発電装置を備え付け、自分の消費する電力は自分で作るという動きが広まり始めている。日本では昭和40年代頃まで山間僻地に商用電力の送配電困難という理由から、一所帯ないしは数十世帯の電力を賄うために数-十数kW程度の発電能力を持つ自家用水力発電所、あるいは島嶼部で同じく自家用ディーゼル発電所などがいくつもあり、その後これらは次々に廃止、あるいは電力会社に譲渡され、商用電力に代えられていったのであるが、これが今日では山間僻地あるいは島嶼部に限らず、自家用燃料電池あるいは独立太陽光発電装置などに形を変えて再び置かれるようになってきた。

## 各国の商用電源事情
| 国名           | 電圧 (V)        | 周波数 (Hz) |
| -------------- | --------------- | ----------- |
| 日本           | 100 / 200       | 50 / 60     |
| 中国           | 220             | 50          |
| 中国（香港）   | 220             | 50          |
| 台湾           | 110 / 220       | 60          |
| 韓国           | 220             | 60          |
| シンガポール   | 230             | 50          |
| マレーシア     | 230             | 50          |
| タイ           | 220             | 50          |
| インド         | 115 / 230 / 240 | 50          |
| インドネシア   | 127 / 220 / 230 | 50          |
| アメリカ合衆国 | 120 / 240       | 60          |
| カナダ         | 120 / 240       | 60          |
| メキシコ       | 120 / 127 / 230 | 60          |
| ドイツ         | 127 / 230       | 50          |
| イギリス       | 230 / 240       | 50          |
| チェコ         | 220             | 50          |
| ポーランド     | 230             | 50          |